# Văn hóa vùng miền tại Việt Nam

Các vùng của Việt Nam, không bao gồm Quần đảo Hoàng Sa và Trường Sa của miền Trung Việt Nam.

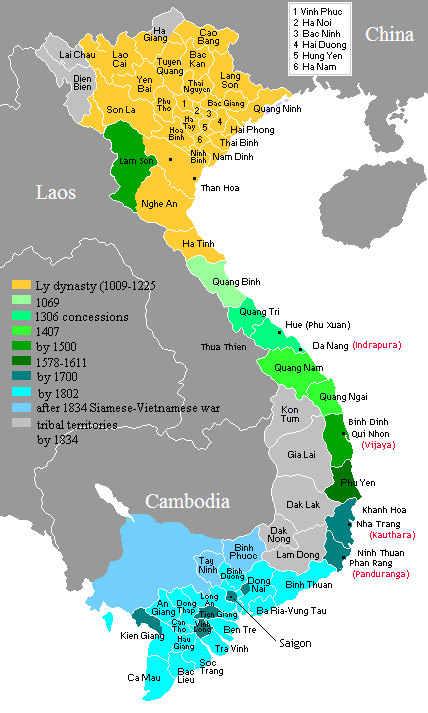
Bản đồ Nam Tiến của người Việt để xâm chiếm nước Chăm-pa và Khmer (Campuchia)

Miền Bắc, Miền Trung và Miền Nam là các vùng lịch sử, địa lý và văn hóa của Việt Nam. Mỗi khu vực bao gồm các tiểu vùng với nhiều sự khác biệt đáng kể về văn hóa.
Miền Bắc Việt Nam bao gồm các tiểu vùng sau: Tây Bắc Bộ, Đông Bắc Bộ, Đồng Bằng Sông Hồng
Miền Trung Việt Nam bao gồm các tiểu vùng sau: Bắc Trung Bộ, Duyên hải Nam Trung Bộ, Tây Nguyên
Miền Nam Việt Nam bao gồm các tiểu vùng sau: Đông Nam Bộ, Đồng bằng sông Cửu Long

## Bối cảnh lịch sử
Miền Bắc Việt Nam là cội nguồn của dân tộc Việt (dân tộc Kinh), với nhiều nền văn hóa thời đại đồ đồng như Phùng Nguyên và Đông Sơn từ 2000 năm TCN. Thông qua các cuộc di cư và chinh phạt, người Việt dần dần lan rộng về phía nam trong một quá trình gọi là Nam tiến.
Miền Trung Việt Nam, từ Quảng Bình đến Bình Thuận là quê hương của người Chăm, một nhóm dân tộc Malayo-Polynesia, những người đã thành lập Vương quốc Ấn hóa riêng biệt của họ trên vùng duyên hải miền Trung trước khi bị người Việt Nam chinh phục vào thế kỷ 15. Tiền thân của họ, những người ngày nay được gọi là văn hóa Sa Huỳnh, có từ 1000 năm TCN.
Đồng bằng sông Cửu Long ở cực nam Việt Nam là một phần của Phù Nam, Chân Lạp sau đó là Đế quốc Angkor. Người Hoa và người Việt bắt đầu di cư hàng loạt đến vùng này trong khoảng thế kỷ 17 đến thế kỷ 18.
Miền Bắc và Miền Nam Việt Nam là một khái niệm linh hoạt, thay đổi liên tục trong suốt quá trình lịch sử. Trong Trịnh - Nguyễn phân tranh, sông Gianh là ranh giới Đàng Ngoài và Đàng Trong. Hai bên cai trị miền riêng và thường xuyên giao chiến với nhau. Sự tách biệt  đã khuyến khích hai khu vực phát triển nền văn hóa riêng.
Tới thời Tây Sơn và nhà Nguyễn, đất nước bắt đầu có hình dạng như hiện nay với trung tâm quyền lực ở miền Trung Việt Nam là Huế. Thời Pháp thuộc, đất nước lại chia thành ba phần, trong đó Nam Kỳ do Pháp trực tiếp cai trị chịu ảnh hưởng nhiều hơn Trung Kỳ và Bắc Kỳ. 
Từ năm 1955 đến năm 1975, Việt Nam lại bị chia cắt bởi Vĩ tuyến 17. Miền Bắc được lãnh đạo bởi Đảng Cộng sản, hỗ trợ bởi Trung Quốc và Liên Xô, trong khi miền Nam có nền kinh tế thị trường tự do nhưng phụ thuộc đáng kể vào viện trợ của Hoa Kỳ và đồng minh. Sau khi thống nhất từ năm 1975, sự khác biệt về văn hóa đã tạo nên những đặc trưng riêng của mỗi miền, đôi khi cũng đi kèm với những định kiến.

## Bối cảnh địa lý

Bản đồ khí hậu Việt Nam.

Miền Bắc Việt Nam có khí hậu cận nhiệt đới ẩm, có đủ bốn mùa, trong đó mùa thu mát mẻ và mùa đông lạnh, thậm chí có tuyết rơi ở Sa Pa và Lạng Sơn. Ở đây có đồng bằng sông Hồng tương đối màu mỡ.
Miền Nam có khí hậu xavan nhiệt đới với nhiệt độ nóng hơn và có hai mùa chính: mùa khô và mùa mưa. Đồng bằng sông Cửu Long là đồng bằng lớn nhất của Việt Nam, đem lại sự phì nhiêu, sung túc mỗi mùa nước về.
Miền Trung nằm ở sườn đông dải Trường Sơn và sát biển, thường xuyên phải hứng chịu thiên tai bão lũ, đồng thời đất canh tác và sản xuất rất ít.

## Sự khác biệt văn hóa
Sự khác biệt về văn hóa giữa các vùng có thể được chia thành hai loại chính: Khác biệt văn hóa "hữu hình" như trang phục truyền thống, ẩm thực Việt Nam...; và khác biệt văn hóa "phi vật thể" như phương ngữ, tín ngưỡng... Các cuộc thảo luận về sự khác biệt cố hữu giữa người miền Bắc và miền Nam bị cấm và có thể bị coi là "phản động" trên các phương tiện truyền thông do nhà nước quản lý hoặc phá hoại đoàn kết dân tộc.

### Ẩm thực
Ẩm thực miền Bắc đặc trưng với khẩu vị mặn mà, đậm đà, chủ yếu sử dụng nước mắm loãng, mắm tôm. Miền Bắc sử dụng nhiều món rau và các loại thủy sản nước ngọt dễ kiếm như tôm, cua, cá, trai, hến... Các món ăn tiêu biểu như phở, bún chả... Để tích trữ qua mùa đông người ta cũng thường sử dụng đồ khô trong mâm cỗ Tết. 
Ẩm thực miền Nam có thiên hướng hảo vị chua ngọt, thường cho thêm đường và hay sử dụng sữa dừa (nước cốt và nước dão của dừa). Với nhiều nguồn lợi thủy hải sản nước mặn và nước lợ, miền Nam có nhiều loại mắm khô (như mắm cá sặc, mắm bò hóc, mắm ba khía...). Các món ăn tiêu biểu như canh chua, Hủ tiếu Nam Vang.
Đồ ăn miền Trung được biết đến với vị cay nồng, màu sắc được phối trộn phong phú, rực rỡ, thiên về màu đỏ và nâu sậm; nổi tiếng với mắm tôm chua và các loại mắm ruốc, tiêu biểu là Bún bò Huế.  Ẩm thực cung đình Huế coi trọng việc trình bày món ăn hơn, ví dụ như Bánh bèo và Bánh bột lọc.

### Trang phục
Trong trang phục của phụ nữ Việt Nam, áo tứ thân gắn với miền Bắc, áo ngũ thân gắn với miền Trung (cải cách trang phục của chúa Nguyễn ở Đàng Trong) và áo bà ba gắn với miền Nam. Tuy nhiên hiện nay, áo dài đã phổ biến rộng rãi trên toàn quốc.

### Phương ngữ

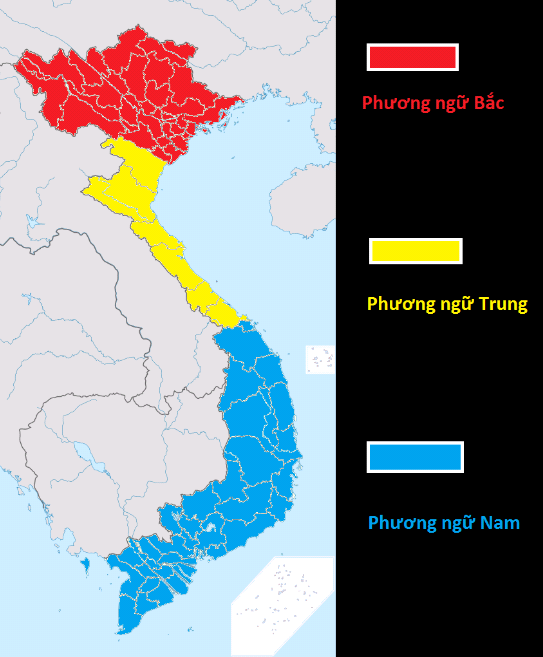
Bản đồ phương ngữ Việt Nam.

Tiếng Việt có nhiều trọng âm, ba phương ngữ chính là Bắc, Trung và Nam với sự khác biệt lớn về âm vị và từ vựng. Do sự nổi bật về văn hóa, giọng Hà Nội và Sài Gòn hầu như dễ hiểu đối với những người nói từ các vùng khác.  Phương ngữ và giọng miền Trung từ Nghệ An tới Phú Yên, thậm chí cả vùng đất cổ Sơn Tây  (nay thuộc Hà Nội) thường khó hiểu được đối với những người nơi khác.
Sự khác biệt trong các trọng âm này nằm ở một số yếu tố khác nhau, bao gồm nhưng không giới hạn ở những điều sau:
- Cách phát âm của các từ, một ví dụ sẽ là: Hanoi <d> được phát âm như tiếng Anh / z / trong khi Saigon <d> được phát âm giống như tiếng Anh / j /.
- Tiếng Việt miền Bắc có đầy đủ 6 thanh điệu, trong khi tiếng Việt Nam Bộ chỉ có 5 (ghép hai âm thành một)
- Các từ kết thúc bằng "nh" được phát âm khác nhau giữa Bắc và Nam (Xem âm vị học tiếng Việt để biết thêm chi tiết)
- Hợp nhất âm "tr" và "ch" trong tiếng Việt vùng Bắc Bộ
- Một số khác biệt về từ vựng giữa các vùng khác nhau
- Người miền Bắc nói giọng cao hơn và thường phát âm các từ bằng / z / (mặc dù chữ cái <z> không tồn tại trong bảng chữ cái Latinh tiếng Việt).
- Tiếng Việt miền Trung (ở Bắc Trung Bộ, từ Nghệ An đến Thừa Thiên - Huế) nói the thé, đa dạng dấu trọng âm. Ở các vùng của Nghệ An, Quảng Bình, những người sống ở các làng khác nhau có thể nói những giọng hoàn toàn khác nhau.
- Người miền Nam, cùng với các tỉnh Duyên hải Nam Trung Bộ: Khánh Hòa, Ninh Thuận và Bình Thuận, nói giọng trầm hơn, đều hơn, giọng này cũng được tìm thấy trong giọng của nhiều ngôn ngữ thổ dân khác nhau của các sắc tộc trên đồi Montagnard.

Trong tiếng Trung, số âm giảm xuống còn 5 (giọng Quảng Bình, Quảng Trị và Huế) hoặc chỉ còn 4 (giọng Hà Tĩnh và Nghệ An). Một trong những đặc điểm khác biệt của tiếng 8 tỉnh, thành miền Trung, từ tiếng Thanh Hóa cho đến tiếng Đà Nẵng, tiếng Quảng Nam là việc sử dụng một bộ tiểu từ và đại từ khác nhau, khiến nó trở nên khác biệt với tiếng Bắc và tiếng Nam. Ví dụ: chi, mô, tê, răng và rứa (cái gì, ở đâu, cái đó, tại sao và như vậy) được dùng thay cho gì, đâu, kìa, sao và vậy trong tiếng Việt phổ thông. 
Mặc dù những khác biệt này có vẻ hời hợt đối với những người không nói tiếng Việt, nhưng ngay cả sự khác biệt về âm vị học Các từ vựng của các vùng khác nhau cũng khác nhau. giữa miền Bắc và miền Nam Việt Nam khá nổi bật.
Thuật ngữ thân tộc bị ảnh hưởng đặc biệt, vì mỗi thuật ngữ có một ý nghĩa khác nhau ở mỗi vùng. Ở miền Nam, con cả trong một gia đình được gọi bằng số thứ tự hai, trong khi ở miền Bắc "số hai" chỉ con cả. Từ vựng của các vùng khác nhau cũng khác nhau. Sự khác biệt về từ vựng có thể gây nhầm lẫn vì đôi khi cùng một từ có thể có nghĩa khác nhau trong mỗi phương ngữ. Ví dụ, từ thăng dùng để chỉ hai loại trái cây khác nhau: nó được dùng cho Prunus salicina (một loại mận) ở miền Bắc, trong khi ở miền Nam nó dùng để chỉ Syzygium samarangense (hồng táo). Tương tự, dĩa có nghĩa là "đĩa" trong tiếng Nam Việt và "dĩa" trong tiếng Bắc Việt; chè là một món tráng miệng ở miền Nam Việt Nam nhưng có nghĩa là "trà" ở miền Bắc Việt Nam, ốm có nghĩa là bệnh tật, đau ở miền Bắc Việt Nam và gầy ở miền Nam Việt Nam. "bông" dùng để chỉ hoa trong tiếng Nam Việt nhưng có nghĩa là bông trong tiếng Bắc Việt, từ "xì" trong tiếng Nam Việt là một từ chửi trong tiếng Việt Bắc.